# سندروم استعفا
سندروم استعفا (به انگلیسی: Resignation syndrome) یک وضعیت کاتاتونی است که باعث کاهش هوشیاری می‌شود که برای اولین بار درسال ۱۹۹۰ در سوئد توصیف شد. این عارضه بر کودکان و نوجوانانی که عمدتاً از نظر روان‌شناسی آسیب دیده‌اند، در بحبوحه یک فرایند مهاجرتی سخت و طولانی تأثیر می‌گذارد.
بر اساس گزارش‌ها، جوانان دچار علائم افسردگی می‌شوند، از نظر اجتماعی منزوی می‌شوند و در واکنش به استرس و ناامیدی بی‌حرکت و بی‌حرف می‌شوند. در بدترین حالت، کودکان هر گونه غذا یا نوشیدنی را رد می‌کنند و باید با لوله-تغذیه، تغذیه شوند. این وضعیت می‌تواند برای سال‌ها ادامه داشته باشد. بهبودی طی چند ماه تا سالها اتفاق می‌افتد و ادعا می‌شود که به بازگرداندن امید به خانواده بستگی دارد.

## علائم و نشانگان
افراد مبتلا (عمدتاً کودکان و نوجوانان) ابتدا علائم اضطراب و افسردگی (به ویژه بی‌تفاوتی، بی‌حالی) را نشان می‌دهند، سپس از دیگران کناره‌گیری می‌کنند و از خود مراقبت می‌کنند. درنهایت ممکن است وضعیت آنها به حالت بهت پیش برود، یعنی راه رفتن، غذاخوردن، صحبت‌کردن را متوقف کنند و بی‌اختیاری رشد کند. در این مرحله بیماران به‌ظاهر ناهشیار هستند و تغذیه لوله‌ای حیاتی است. این وضعیت می‌تواند ماه‌ها یا حتی سال‌ها ادامه داشته باشد. بهبودی پس از بهبود شرایط زندگی اتفاق می‌افتد و با بازگشت تدریجی به آنچه به نظر می‌رسد عملکرد طبیعی است، رخ می‌دهد.

## بیماری‌شناسی
سندروم استعفا (RS) و نشانگان امتناع فراگیر ویژگی‌های مشترک و عوامل سبب‌شناختی (به انگلیسی: etiologic) دارند. با این حال، اولی به وضوح با ضربه‌روانی (به انگلیسی: trauma) و شرایط نامطلوب زندگی مرتبط است. هیچ‌کدام در سامانه‌های طبقه‌بندی استاندارد روان‌پزشکی گنجانده نشده‌است.

## همه‌گیرشناسی
این نشانگان که به عنوان یک نشانگان محدود به فرهنگ دیده شده، اولین بار در سوئد در میان کودکان پناهجویان از کشورهای شوروی سابق و یوگسلاوی مشاهده و توصیف شد. در سوئد، صدها کودک مهاجر که با امکان اخراج مواجه هستند، از دهه ۱۹۹۰ تشخیص داده شده‌اند. به عنوان مثال، ۴۲۴ مورد بین سال‌های ۲۰۰۳ و ۲۰۰۵ گزارش شده‌است و ۲٫۸ درصد از ۶۵۴۷ درخواست پناهندگی ارسال‌شده برای کودکان در سال ۲۰۰۴ تشخیص داده شد.
همچنین در کودکان پناهنده منتقل شده از استرالیا به مرکز پردازش منطقه‌ای نائورو مشاهده شده‌است. اکونومیست در سال ۲۰۱۸ نوشت که پزشکان بدون مرز (MSF) از گفتن اینکه چه تعداد از کودکان ساکن نائورو ممکن است به نشانگان تَرک ضربه‌ای مبتلا باشند، خودداری کردند. گزارشی که در اوت ۲۰۱۸ منتشرشد نشان‌داد که حداقل ۳۰ مورد وجود دارد. پروژه دادگری ملی، یک مرکز حقوقی، امسال ۳۵ کودک را از نائورو آورده‌است. تخمین‌زده می‌شود که هفت نفر مبتلا به آراس و سه نفر به روان‌پریشی مبتلا بودند.

## نگرانی‌ها
این پدیده زیر سؤال رفته‌است، به طوری که دو کودک گزارش‌داده‌اند که توسط والدین خود مجبور به رفتار بی‌احساسی برای افزایش شانس دریافت مجوز اقامت شده‌اند. همان‌طور که سوابق پزشکی نشان می‌دهد، متخصصان مراقبت‌های بهداشتی از این کلاهبرداری آگاه بودند و شاهد والدینی بودند که فعالانه کمک به فرزندان خود را رد کردند اما در آن زمان سکوت کردند. بعداً، تلویزیون سوئد، پخش‌همگانی تلویزیون عمومی سوئد، به‌خاطر ناکامی در کشف حقیقت توسط روزنامه‌نگار تحقیقی، ژان ژوزفسون، به شدت مورد انتقاد قرار گرفت. در مارس ۲۰۲۰، گزارشی به نقل از آژانس ارزیابی پزشکی و اجتماعی سوئد، اس‌بی‌یو، گفت: «هیچ مطالعه علمی وجود ندارد که به چگونگی تشخیص نشانگان تَرک‌آسیب‌زا پاسخ دهد، یا اینکه چه درمانی موثر است».